# 피위-결합 RNA

피위-결합 RNA(영어: piwi-interacting RNA, piRNA)는 동물세포에서 발현되는 작은 비암호화 서열중 가장 큰 범위를 차지하고있다. piRNA는 piwi단백질과 함께 RNA-단백질 복합체를 이룬다.
이 piRNA복합체는 후생학적으로, 레트로트렌스포존과 생식세포에서의 다른 유전적 인자에 대한 번역 후 유전자 침묵-특히 정자형성 과정에 관계가 있다.
microRNA와 비교해서 사이즈가 다르고(26~31nt, miRNA는 21~24nt), 상보서열이 존재하지 않으며, 훨씬 복잡성이 높다는 차이점이 있다.
아직 piRNA가 어떻게 생성되는 지는 잘 알려져있지 않다. 그러나 확실히 miRNA나 siRNA와는 다른 생합성 경로를 갖는다.

## 특징

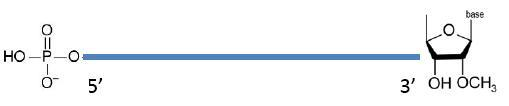
Proposed piRNA structure

piRNA는 척추, 무척추 동물 모두에게서 발견되었으며, 종마다 생합성 경로가 조금씩 다른것으로 알려져 있다. piRNA는 확실하게 알려진 2차구조를 가지고 있지 않다. piRNA의 길이는 26~31염기이다. 척추, 무척추 동물 모두에서 5'말단에 우리딘을 갖는 경향이 있다. C.elegans에서 발견된 piRNA는 5'말단에 인산기가 1개 붙어있으며, 3'말단염기가 2'-O-메틸화(이유는 잘 모르지만)되어있다. 또한 이같은 변형은 Drosophila melanogaster, zebrafish, mice rats에서도 발견되었다. 아마도 piRNA의 안정성을 증가시키는 목적일 가능성이 있다. 포유류에서 발견된 piRNA의 종류만해도 수천만개 이상일 것으로 생각되며, 5만개 이상의 특이적 prRNA가 쥐에서 발견되었고, 또한 1만 3천개 이상이 D.melanogaster에서 발견되었다.

## 위치
piRNA는 유전체 전체에 흩어져있는 것으로 밝혀졌다. 유전체 내 한 위치에 적게는 10개에서 1000개의 piRNA가 뭉쳐있다. 최근 몇년간 생물정보학을 기반으로 piRNA의 발견과 명명법은 점점 더 정교해지고 있다. D.melanogaster와 척추동물에서 piRNA는 단백질 비암호화 부위에서만 발견되었지만, C.elegans에서 암호화 부위 중간에서 발견되기도 하였다. 포유류에서 piRNA는 정소와 난소 모두에서 발견된다. 무척추 동물에서, piRNA는 수컷, 암컷 모두의 생식선에서 발견되었다. 세포수준에서, piRNA는 핵과 세포질 모두에서 발견되었으며, 이는 두 장소 모두에서 piRNA가 기능을 하는 것을 암시한다.

## 생합성
아직 piRNA의 생합성 경로는 완전히 밝혀지지 않았지만, 몇몇 가능한 기작들이 제시되어왔다. piRNA는 DNA의 한가닥으로부터만 유래하는 경향이 강하다. 이것은 piRNA가 긴 단일가닥 전구체로부터 생성된다는 것을 암시한다.

## 기능
종마다 매우 다양한 piRNA서열과 piwi의 기능이 piRNA의 기능을 밝히는 것을 어렵게하고있다. 그러나 다른 small RNA들과같이, piRNA는 유전자 침묵현상과 관계되어있을 것으로 생각된다.(특히 트랜스포존의 침묵현상) 대부분의 piRNA가 트랜스포존 서열에 상보적인 것이 piRNA의 표적이 트랜스포존임을 의미한다.
표유류에서, piRNA는 배아의 발생에서 트랜스포존의 침묵에 중요한 역할을 하는 것으로 밝혀졌다. 또한 C.elegans와 인간에서 piRNA는 정자형성과정에 필수적인것으로 밝혀졌다.

## 연구
Solexa and 454와 같은 차세대 염기서열 분석 기법을 사용함으로써 piRNA연구분야의 큰 발전이 있었다. 이 기술들은 고도로 복잡하고, piRNA같은 heterogeneous RNA population도 분석할 수 있게 해주었다. 이름 그대로 그 작은 크기 때문에, small RNA들은 발현과 증폭이 어렵다. 그러나 이에 특화된 PCR기반의 기법이 발전하면서, 이러한 어려움을 극복해나가고있다.

## 참조
1. ↑  Molecular Biology Select. Cell, 2006. 126(2): p. 223, 225-223, 225.
2. ↑  Seto, A.G., R.E. Kingston, and N.C. Lau, The Coming of Age for Piwi Proteins. Molecular Cell, 2007. 26(5): p. 603-609.
3. ↑  Siomi MC, Sato K, Pezic D, Aravin AA: PIWI-interacting small RNAs: the vanguard of genome defence. Nat Rev Mol Cell Biol 2011, 12:246-258.
4. ↑  Klattenhoff, C. and W. Theurkauf, Biogenesis and germline functions of piRNAs. Development, 2008. 135(1): p. 3-9.